# Będków (Sieradz)
Pour les articles homonymes, voir Będków.
Będków est une localité polonaise de la gmina de Burzenin, située dans le powiat de Sieradz en voïvodie de Łódź.